# ميوسطمون رباعي الأسدية

ميوسطمون رباعي الأسدية (الاسم العلمي:Meiostemon tetrandrus) هو نوع نباتي يتبع جنس الميوسطمون من الفصيلة القمبريطية.